# Canelas (Peso da Régua)
Canelas é uma povoação portuguesa do Município do Peso da Régua que foi sede da extinta Freguesia de Canelas, freguesia que tinha 15,37 km² de área e 664 habitantes (2011), e, por isso, uma densidade populacional de 43,2 hab/km².
A Freguesia de Canelas foi extinta (agregada), pela última reorganização administrativa do território das freguesias, de acordo com a Lei nº 11-A/2013 de 28 de Janeiro, tendo sido agregada à Freguesia de Poiares (Peso da Régua) para passar a constituir a União das Freguesias de Poiares e Canelas.
Canelas foi vila e sede de concelho até 1853. Em 1801, este era constituído apenas pela freguesia de Poiares (Peso da Régua), onde estava localizada a sede e a actual freguesia. Com as reformas administrativas do liberalismo foram integradas no concelho as freguesias de Covelinhas, Galafura e Vilarinho dos Freires. Em 1849 tinha 3 580 habitantes e 53 km².

## População
| 1981  | 1991  | 2001 | 2011 |
| 1 339 | 1 171 | 942  | 664  |

(Obs.: Número de habitantes "residentes", ou seja, que tinham a residência oficial neste concelho à data em que os censos  se realizaram.)
Criada pelo decreto lei nº 406/76, de 27 de Maio, com lugares desanexados da freguesia de Poiares

## Património
- Fonte do Milho Património Cultural
- Solar dos Silveiras ou Casa da Família do General Silveira Património Cultural
- Marco granítico n.º 23 Património Cultural
- Casa e Quinta do Covêlo Património Cultural
- Casa de João de Araújo Correia
- Monte Raso
- Capela de Santa Vitória e São Vitorino
- Capela do Espírito Santo
- Capela de Nossa Senhora das Candeias
- Antiga Cadeia do Julgado Municipal
- Apeadeiro de Bagaúste